# Канавурф
Канавурф (њем. Kannawurf) општина је у њемачкој савезној држави Тирингија. Једно је од 55 општинских средишта округа Земерда. Према процјени из 2010. у општини је живјело 898 становника. Посједује регионалну шифру (AGS) 16068028.

## Географски и демографски подаци
Канавурф се налази у савезној држави Тирингија у округу Земерда. Општина се налази на надморској висини од 138 метара. Површина општине износи 15,4 km². У самом мјесту је, према процјени из 2010. године, живјело 898 становника. Просјечна густина становништва износи 58 становника/km².